# European chemical Substances Information System
Het European chemical Substances Information System (ESIS) was een Europees systeem dat belangrijke informatie bevatte over chemische stoffen. Het systeem werd beheerd door het European Chemicals Bureau.
Het systeem verschafte toegang tot allerhande registers en lijsten:
- EINECS (European Inventory of Existing Commercial chemical Substances)
- ELINCS (European List of Notified Chemical Substances)
- NLP (No-longer-polymers)
- BPD (Biocidal Products Directive)
- PBT (Persistent, Bioaccumulative and Toxic)
- C&L (Classification and Labelling)
- Export en import van schadelijke of gevaarlijke chemische stoffen
- HPVCs (High Production Volume Chemicals) en LPVCs (Low Production Volume Chemicals)
- IUCLID